# Symboliskt tänkande
Symboliskt tänkande är förmågan att tänka i bilder, att föreställa sig något. Till exempel språk och matematik förutsätter symboliskt tänkande.